# Yūji Mitsuya
Yūji Mitsuya (三ツ矢 雄二?, Mitsuya Yūji; Nagoya, 18 ottobre 1954) è un doppiatore e attore giapponese, affiliato con l'agenzia Bring Up.
Si è laureato presso l'Università Meiji.
È principalmente conosciuto per i ruoli che ha doppiato in Prendi il mondo e vai (Tatsuya Uesugi), Combattler V (Hyōma Aoi), Kiteretsu daihyakka (Kōji Togari), I Cavalieri dello zodiaco (Virgo) e nell'adattamento di TV Asahi della trilogia cinematografica Ritorno al futuro (Marty McFly).

## Doppiaggi

### Serie televisive
- Combattler V (Hyōma Aoi)
- Holly e Benji (Patrick Everett)
- Ririka, SOS! (Kurumi Moriya)
- Dragon Ball Z (Kaiohshin dell'Est, Gregory, Kibitoshin)
- Il grande sogno di Maya (1984) (Yuu Sakurakouji)
- Georgie (Royal)
- Nanà Supergirl (Tomoshige Yotsuya)
- Rosaura (anime) (Pila-Pila)
- One Piece (Pica)
- Questa allegra gioventù (Yusaku Takasugi)
- Ranma ½ (Tōfū Ono)
- Viaggiando nel tempo (Hayato Shindou)
- I Cavalieri dello zodiaco (Virgo, Mime)
- Akazukin Chacha (Sorges, Yordas, Haideyans)
- Smile Pretty Cure! (Joker)
- Prendi il mondo e vai (Tatsuya Uesugi)
- PaRappa the Rapper (Hairdresser Octopus)
- Kūchū Buranko (Young Irabu Ichirō)
- Stitch! (Pleakley)
- Junji Ito Collection (Souichi Tsuuji)

### OVA
- Legend of the Galactic Heroes (Heinrich Von Kümmel)
- Megazone 23 (Mōri)
- Starship Troopers (Carl)
- Vampire Princess Miyu (Lemures)
- Teki wa kaizoku: neko no kyōen (Apulo)
- Yoko cacciatrice di demoni (Madoka Mano)

### Film
- Natsu e no Tobira (Claude)
- Sakura Wars - Il film (Musei Edogawa)

### Videogiochi
- 2nd Super Robot Wars Alpha (Hyoma Aoi)
- 3rd Super Robot Wars Alpha (Hyoma Aoi)
- Brave Fencer Musashi (Rādo)
- Dragon Ball Z: Ultimate Battle 22 (Kaiohshin dell'Est)
- Dragon Ball Z: Budokai 2 (Kaiohshin dell'Est, Kibitoshin)
- Dragon Ball Z: Budokai 3 (Kaiohshin dell'Est, Kibitoshin)
- Dragon Ball Z: Budokai Tenkaichi 2 (Kaiohshin dell'Est, Kibitoshin)
- Dragon Ball Z: Shin Budokai 2 (Kaiohshin dell'Est)
- Dragon Ball Z: Budokai Tenkaichi 3 (Kaiohshin dell'Est, Kibitoshin)
- Dragon Ball Z: Ultimate Tenkaichi (Kaiohshin dell'Est)
- Dragon Quest Heroes II (Re di Acordia)
- Gunbird 2 (Hei Cob)
- I Cavalieri dello zodiaco - Il Santuario (Virgo)
- I Cavalieri dello zodiaco - Hades (Virgo)
- I Cavalieri dello zodiaco - Cronache di guerra (Virgo)
- Kingdom Hearts (Dr. Finklestein)
- Kingdom Hearts II (Dr. Finklestein, Timon)
- Kingdom Hearts III (Rex)
- One Piece: Pirate Warriors 4 (Pica)
- One Piece Odyssey (Pica)
- Persona 5 (Suguru Kamoshida)
- Persona Q2: New Cinema Labyrinth (Kamoshidaman)
- Persona 5 Royal (Suguru Kamoshida)
- Saint Seiya: Brave Soldiers (Virgo)
- Saint Seiya: Soldiers' Soul (Virgo, Mime)
- Saint Seiya: Rising Cosmo (Virgo)
- Sakura Wars 3: Is Paris Burning (Masque de Corbeau)
- Super Robot Wars Alpha (Hyoma Aoi)
- Super Robot Wars Alpha Gaiden (Hyoma Aoi)
- Super Robot Wars A Portable (Hyoma Aoi)
- Super Robot Wars Z2: Destruction Chapter (Marg)
- Super Robot Wars 30 (Hyoma Aoi)
- Xenoblade Chronicles 2 (Muimui)